# Lucien Buquet
Lucien Achille Buquet (* 1. Mai 1902 in Sahurs; † 17. Mai 1977 in Bois-Guillaume) war ein französischer Autorennfahrer.

## Karriere als Rennfahrer
Lucien Buquet startete 1933 beim 24-Stunden-Rennen von Le Mans. Gemeinsam mit Bernard Clouet fuhr er einen von ihm selbst gemeldeten Amilcar CO Spéciale Martin, der nach einem Kühlerschaden ausfiel. 

## Statistik

### Le-Mans-Ergebnisse
| Jahr | Team          | Fahrzeug                   | Teamkollege    | Platzierung | Ausfallgrund   |
| ---- | ------------- | -------------------------- | -------------- | ----------- | -------------- |
| 1933 | Lucien Buquet | Amilcar CO Spéciale Martin | Bernard Clouet | Ausfall     | Leck im Kühler |